# Vjetrulja
 Ovo je glavno značenje pojma Vjetrulja. Za druga značenja pogledajte Vjetrulja (razdvojba).
Vjetrulja ili vjetrokaz, u meteorologiji, je sprava za određivanje smjera vjetra. Sastoji se od vodoravne poluge koja se može okretati oko okomite osi. Na jednoj strani poluge je ploča aerodinamičkoga profila, koja polugu stalno zaokreće u smjeru vjetra, a na drugoj strani protuuteg i strelica koja pokazuje smjer odakle vjetar puše. Ispod okomite motke, oko koje se vjetrulja okreće, naznačene su četiri glavne strane svijeta ili samo smjer prema sjeveru. Vjetrulja je jednostavan mjerni instrument, učvršćen na okomitoj osovini oko koje se može slobodno okretati. Vjetrulja je nesimetrična; na jednom kraju ima rep, a na drugom strelicu, pa se zbog djelovanja vjetra sama postavi u smjer vjetra. Ispod vjetrulje je križ s oznakom četiriju glavnih strana svijeta. Smjer vjetra odredi se prema položaju koji strelica vjetrulje zauzme s obzirom na oznake glavnih strana svijeta.

## Slike
|                                        |                                       |                                         |                                         |                                        |
| Vjetrulja u mjestu Jerez (Španjolska). | Vjetrulja u mjestu Brescia (Italija). | Vjetrulja u mjestu Bourges (Francuska). | Vjetrulja s otoka Helgoland (Njemačka). | Vjetrulja u mjestu Užgorod (Ukrajina). |

## Vanjske poveznice
|  | Zajednički poslužitelj ima još gradiva o temi Vjetrulja |